# إيمي تشاو
إيمي تشاو (بالإنجليزية: Amy Chow)‏ هي لاعبة جمباز فني أمريكية، ولدت في 15 مايو 1978 في سان خوسيه في الولايات المتحدة.

## وصلات خارجية
- إيمي تشاو على موقع الاتحاد الدولي لألعاب القوى (الإنجليزية)
- إيمي تشاو على موقع الاتحاد الدولي للجمباز (licence) (الإنجليزية)
- إيمي تشاو على موقع الاتحاد الدولي للجمباز (biography) (الإنجليزية)
- إيمي تشاو على موقع اللجنة الأولمبية الدولية (الإنجليزية)
- إيمي تشاو على موقع أوليمبيديا (الإنجليزية)